# Boterdorpse polder
De Boterdorpse polder is een polder in het noorden van Hillegersberg. Het Molenlaankwartier is op de polder gebouwd. Ten noorden van deze woonwijk ligt het recreatiegebied Lage Bergse Bos.
De Strekvaart (met het sluisje Boterdorpse Verlaat) vormt de scheiding tussen de Berg- en Broekpolder en de Boterdorpse polder.
In het noorden grenst de polder aan de Oosteindse polder.